# Piet Haan
Piet Haan (* 19. November 1930 in Mechelen; † 22. Juli 2017) war ein niederländischer Radrennfahrer.

## Sportliche Laufbahn
Haan war im Straßenradsport aktiv. Von 1953 bis 1959 war er Unabhängiger und Berufsfahrer. 1955 gewann er das Etappenrennen Ronde van Nederland vor Wim van Est mit einem Etappensieg. Im Jahr zuvor war er Fünfter der Rundfahrt geworden. Gent–Wevelgem 1953 gewann Haan in der Klasse der Unabhängigen.
1955 war er in der Tour de France am Start, beendete das Rennen aber nicht.